# Mantecas hidrogenadas

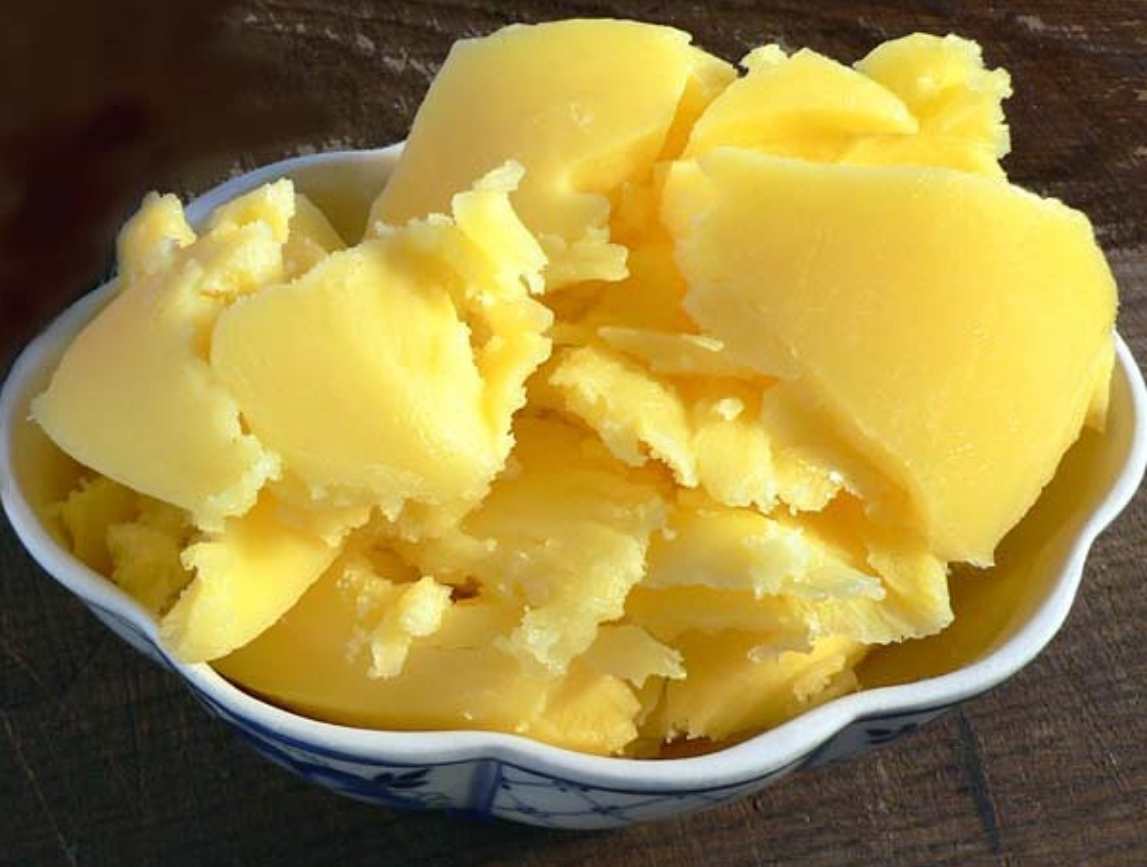
Mantecas clarificadas.

Las mantecas hidrogenadas se componen principalmente de aceites saturados ya sea de origen animal o vegetal de distintas fuentes que han sido hidrogenados por el proceso de hidrogenación.

## Procesos
El hidrógeno es producido por métodos electrolíticos tales como las baterías alcalinas en tandem y acumulados en campanas de presión o usando el mismo principio pero aplicando fuertes potenciales eléctricos en un reactor del tipo Lurgi. El hidrógeno gaseoso es acumulado en estanques de seguridad a alta presión. Ambos métodos se basan en la electrólisis alcalina del agua (solución de Hidróxido de Potasio). 
Este proceso consiste en introducir aceite de un determinado grado de insaturación o índice de yodo en un reactor donde se le aplica en forma alternada hidrógeno gaseoso a alta presión y temperaturas escalonadas (110-350 °C) en presencia de catalizador de níquel con el objetivo de cambiar su composición química saturando los grupos mono-eténicos, diénicos y triénicos naturalmente presentes en el aceite con hidrógeno. Las propiedades de punto de fusión cambian respecto del aceite original a una manteca sólida a temperatura ambiente. Este proceso fue inventado en Alemania por Kraft para suplir las crecientes necesidades de mantequillas y mantecas naturales.
El grado de hidrogenación que se aplique depende de la curva de sólidos que se desee lograr, es decir que tan sólida o fusible es a temperatura ambiente o al paladar humano. Como resultado del proceso se tiene como producto mantecas sintéticas de un determinado punto de fusión, por lo general se busca que sea entre 32 y 55 °C , el valor más bajo de punto de fusión es para consumo y el más elevado (45-50 °C) para que actúen en repostería.
La curva de sólidos se determina por el vetusto método de la Dilatometría o por Resonancia Magnética Nuclear.

### Isómeros Trans
En los años 80 se descubrió accidentalmente mediante investigaciones cromatográficas que dicho procedimiento con el hidrógeno generaban compuestos grasos saturados no-naturales desde el punto de vista de la química de los isómeros, estos productos tenían configuraciones óptico-isoméricas del tipo  isómeros trans y se sospechó que estos grupos nonaturales podían provocar anormalidades bioquímicas en el consumo humano. Para evitar esto se hicieron modificaciones en la forma de hidrogenar para disminuir dichos grupos.

La sensibilidad de los aceites vegetales ante el tratamiento térmico varía notablemente con la composición en ácidos grasos de los mismos. Así, en el aceite de girasol (86% insaturados) el calentamiento a 240 °C (temperatura de fritura) durante 2 h, produce 5% de isómeros Trans, mientras que en el aceite de palma (50 % insaturados), el mismo tratamiento produce 0,3 % de estos isómeros (7). Los isómeros Trans están asociados a la arterioesclerosis y al infarto cerebral. Ver: 
Ácido graso trans

### Proceso de refinación
La curva de sólidos es un parámetro vital para lograr una manteca apropiada comercialmente, una representación de la cantidad en porcentaje, de los grupos que solidifican a una determinada temperatura, esto confiere la "plasticidad de la manteca" y se realizan pequeñas adiciones de aceite (maravilla o de coco) para hacerla más fusible a bajas temperaturas. 
Posteriormente estas mantecas se neutralizan con soda cáustica mediante centrífugas, adicionalmente se eliminan mucílagos, se blanquean mediante zeolitas filtrantes y se desodorizan en desodorizadores verticales de caída libre en bandejas a 250 °C para lograr las propiedades organolépticas adecuadas. 
Terminada esta etapa el producto intermedio está listo para adicionársele aditivos conservantes, saborizantes o ser derivado a la producción de margarinas de mesa o repostería.

## Composición
Las adiciones de aceite de coco, maní, antioxidantes, monoestearatos, saborizantes u otro aceite fino se realizan para darle un sabor final de alta aceptación comercial. Las mantecas están expuestas al proceso de enranciamiento del tipo biológico e hidrolítico, véase aceite. Las minarinas son mantecas mezcladas íntimamente con fracciones de leche, sal y fase aceitosa en donde, el saborizante es el aditivo que juega un rol clave en la emulación de la mantequilla.

### Parámetros comunes de Control de Calidad.
- El índice de Peróxido que es el parámetro que indica el grado de refinación debe ser menor a O,5 miliequivalentes de oxígeno.
- La acidez expresada en % de ácido oleíco debe ser menor a 1% (generalmente es 0,03-0,15%).
- El color medido en tintómetro Lovibond es variable según la calidad que se desee lograr.
- El índice de Yodo es alrededor de 50 mg de Yodo/ 100 g de manteca.
- La curva de peróxidos por unidad de tiempo, índice de p-anisidina indican el comportamiento de la manteca si esta se dejará sin refrigerar y expuesta a condiciones de rancidez por el consumidor.
- La curva de sólidos representa el % de sólidos fusibles a 15, 25, 35 y 50 °C.
- Las mantecas terminadas son sometidas a paneles de degustación donde un grupo selecto y entrenado de panelistas degustan bajo condiciones determinadas los distintos lotes intentando determinar mediante degustación palatina, el grado de fusibilidad, sabor, rancidez, y aroma residual.

## Importancia de las mantecas en el consumo humano y animal.
Las mantecas o grasas son indispensables como fuente de reserva energética para el organismo, asimismo sirven como fuente de grupos saturados para la producción del tejido de sostén y tisular del cuerpo. Cada gramo de manteca es capaz de generar 9 kcal/g, valor que es superior a los hidratos de carbono y proteínas.
Todo organismo puede autoelaborar sus propias grasas bioquímicamente y la fuente energética y de aporte nutritivo se obtiene del consumo de aceites y mantecas. 
Ante climas extremadamente fríos el metabolismo animal tiende a direccionarse a la lipogénesis acumulando la mayor cantidad de grasa corporal posible para enfrentar un crudo invierno, por ejemplo, los osos, las marmotas; en general aquellos animales que realizan hibernación.
Cuando existe carencia de alimentos, el cuerpo acude a las reservas del panículo liposo como fuente de energía de reserva, la cual es consumida en casi su totalidad a excepción de los tejidos de sostén de orgános, luego son consumidas las proteínas musculares y luego sobreviene la muerte por inanición o daño irreversible multisistémico.
Las mantecas de origen animal(vacuno, cerdo) están asociadas al colesterol maligno o(LDL) Low Density Level o colesterol obturante de arterias (arterioesclerosis).